# Poskusno kurentovanje (1959)
Poskusno kurentovanje so Drago Hasl, Franc Kolarič in ptujska intelektualna elita tistega časa, 7. februarja 1959, na pustno soboto, izvedli kot test pred prvim uradnim ptujskim karnevalom, ki je sledil naslednje leto.
Veliko so razglabljali o tem kakšno ime naj nosi in ker je korant najbolj izvirna in demonska pustna maska, so prišli do sklepa da ga poimenujejo kar Ptujsko kurentovanje. To je bil zadetek v polno, saj prireditev še danes nosi to ime in je že blagovna znmaka. Dogodek je organiziral takrat še začasni odbor za Kurentovanje.

## Testna povorka
Drago Hasl, Franc Kolarič (organizator Markovšega fašenka) in ostali somišljeniki (tedanji ugledni ptujčani) so na ptujskih ulicah po dveurnem sestanku organizirali testno kurentovanje, Markovčani pa so po dogovoru pripeljali vse svoje etnografske skupine kot so ženitovanjski kopijaši, koranti (kurenti), orači, ruse, medvedi, pustne vile, piceki in kopanjarice. So se jim pa pridružili tudi še nekateri koranti iz Budine in Spuhlje. 
Bila je kar lepa povorka, saj je za takratne skromne razmere sodelovalo skupaj čez 30 korantov. So pa na tem poskusnem kurentovanju sodelovali tudi ploharji iz Cirkovc pod vodstvom Vinka Koržeta in pa orači iz Lancove vasi. Hasl je bil po končani povorki, ki se je zavlekla praktično pozno v noč, vidno zadovoljen in pripomnil, da je potrebno naslednje leto na prvem uradno organiziranem ptujskem kurentovanju angažirati še preostale skupine iz Ptuja in okolice, prireditev pa naj se organizira na pustno nedeljo, čeprav se je ta še naslednje leto na 1. uradnem kurentovanju izvedla še v soboto.

### Nastopajoči
- Ženitovanjski kopijaši (Markovci)
- Koranti (Markovci)
- Orači (Markovci)
- Ruse (Markovci)
- Medvedi (Markovci)
- Pustne vile (Markovci)
- Piceki (Markovci)
- Kopanjarice (Markovci)
- Koranti (Budina in Spuhlja)
- Ploharji (Cirkovce)
- Orači (Lancova vas)

## Zametki kurentovanja

### 1954: Otroška maškerada na pustni torek na Ptuju
2. marca 1954, na pustni torek popoldan, je društvo Svoboda, tako kot nekaj let poprej, organiziralo otroško maškerado po ptujskih ulicah, kateri pa se je ponavadi pridružila tudi kaka odrasla maska, tu in tam kakšna manjša naključna skupinica korantov. Na čelu pa je ponavadi igrala ptujska godba. To povorko si je v živo ogledal tudi Franc Kolarič, takratni predsednik folklorne skupine Markovci in ko je opazoval dirigenta godbe kako s palico dirigira, ga je prešinilo kako bi se zraven dirigenta podal tudi ples kopjaša. Povorka se je za nekaj časa ustavila na Trgu mladinskih delovnih brigad (Mestni trg), zato je Kolarič izkoristil to priliko in dirigentu posredoval svoja razmišljanja o kopjašu. Ta pa je bil nad tem predlogom navdušen, saj je sam kot godbenik več kot očitno dobro poznal običaj ženitovanjskega kopjaša. Podala sta si roke, da se spet srečata naslednje leto.

### 1955: Prvi zametki Haslove ideje o organiziranem Kurentovanju
22. februarja 1955, na pustni torek, tako kot sta se lani dogovorila z dirigentom, je Kolarič (ustanovni član odbora ptujskega kurentovanja) iz folklorne skupine Markovci v ptujski povorki nastopil kot kopjaš. A zaradi sramu je povabil še prijatelja iz folklorne skupine in tako sta na čelu povorke nastopila kar dva kopijaša. Ta etnografski lik se je tako prvič pojavil na povorki na Ptuju. Ta njegova poteza je požela val odobravanja, Kolarič pa si takrat niti v sanjah ni predstavljal da bo ta njegova ideja usodna za kasnejši nastanek organiziranega ptujskega kurentovanja. Ko so za njegovo nakano zvedeli
še njegovi prijatelji iz folklorne skupine, se jih je kar nekaj obleklo v kurente in odhitelo na ptujsko povorko, zraven pa so privlekli še ruso.
Ko se je povorka na kratko ustavila pred ptujsko občino, je nek uglajen gospod v črnem plašču, rahko pocukal Kolariča za rokav in se predstavil kot profesor Drago Hasl in povedal da ga področje folklore še posebej zanima. Hasl je Kolariča je prosil, da če se lahko enkrat po pustu zglasi v ljudski in študijski knjižnici, kjer je Hasl med leti 1951 in 1958 delal kot upravnik ptujske knjižnice. Ko sta se naposled sestala sta več ur razpravljala o bogatem ljudskem izročilu, o katerem je Hasl želel vedeti vse in še več in si vse skrbno zapisoval. Na koncu pa dejal da se sploh ne zavedamo kako bogato kulturno dediščino imamo na podeželju. A mu takrat ni dal nič vedel, da je Hasl že takrat imel v načrtih ptujsko kurentovanje.

### 1958: Hasl povabi Kolariča k sodelovanju pri rojstvu Kurentovanja
Po novem letu 1958, je Kolarič od Hasla prejel pismo da bo na pustni ponedeljek ali torek '58 prišel v Markovce. Skupaj z predsednikom markovške folklorne skupine Alojzom Simoničem sta Haslu hotela predstaviti nekaj pustnih skupin, a je Hasl zbolel in ga ni bilo. Kolarič in Simonič sta konec leta 1958 od Hasla prejela vabilo za sestanek na Ptuju. Hasl jima je na sestanku zaupal, da že vse od leta 1955 ko je na ptujski povorki prvič videl plesati ženitovanjska kopijaša, pripravlja načrt za organizacijo ženitovanjskih in pustnih likov na Ptuju. Želel je izvedeti tudi ali je bolj prav kurent ali korant
in še nekatere druge podrobnosti kot to ali pred cerkvijo ob poroki plešejo kopijaši in ali se svatje še vozijo na poroko na paručih (koleseljnih).

### 1959: Še zadnji sestanki in javna predstavitev
Na vaseh so po drugi sv. vojni pustne maske, šege in običaji začele izumirati in toniti v pozabo, a so to želeli ohraniti še za prihodnje rodove. 
Januarja 1959 je bil Franc Kolarič spet povabljen na sestanek, kjer mu je Hasl predstavil svoje sodelavce, ki so kot začasni odbor pripravljali takrat še nerojeno Kurentovanje. Kolarič je sicer z veseljem poslušal dobro izbrano druščino ptujskih intelektualcev, a se je med njimi kot preprost človek počutil nekoliko nerodno. Kolariča so spraševali o tem in onem, predvsem ali se koranti na vaseh še vedno zravsajo, kot je to bil običaj v predvojni Jugoslaviji, in uvidel da ptujski možje kar veliko vedo o teh neljubih dogodkih iz preteklosti in jim z veseljem pojasnil, da je s tem za vselej konec.